# Ошін
Ошін (おしん) — японський телесеріал у форматі асадора, який транслювався з 4 квітня 1983 до 31 березня 1984 року. Цілком серій 257 по 15 хвилин.
Сюжет оповідає про життя Шін Танокуруи від періоду Мейджі до ранніх 1980-их. Це був найпопулярніший в Японії серіал. Він транслювався у 58 країнах, субтитрований від англійської до арабської.
Молоду Ошін зіграла Аяко Кобаяші. Інші ролі виконали Юко Танака, Нобуко Отова, Пінко Ідзумі, Шіро Іто, Масатоші Накамура, Цунехіко Ватасе.

## Сюжет
Оповідь починається в 1983 році. 83-річна Шін Танокура (Ошін), голова родини і володарка цілої мережі магазинів, раптово зникає під час відкриття нового супермаркету. Її улюблений онук знаходить її в одному готелі, про який колись згадувала бабуся. Виявляється, що Ошін вирішила здійснити мандрівку своїм минулим, аби зрозуміти, коли її життя пішло не так і що вона неправильно зробила, що у її сім’ї настільки зіпсувалися стосунки. Подорожуючи різними місцями, вона пригадує своє життя і розповідає про нього онуку.
Виявляється, Ошін народилася у бідній фермерській сім’ї і вже в 7 років була змушена йти на заробітки. Родина в неї була велика, тож батьки не могли всіх прогодувати. Та дівчинка була спраглою до знань і дуже засмутилася, дізнавшись, що не зможе піти до школи. Завдяки ряду обставин їй вдається навчитися читати й писати, а потім вона йде слугувати в дім торговців. Її ростять, мов заможну панночку, аби вона пасувала до старшої доньки родини у заняттях тієї.
Час минає, і вона виростає. Уже юною дівчиною їй доводиться стикатися з новими труднощами життя: першим коханням, пошуками себе, війною та революціями. Увесь цей шлях вона має подолати сама, ні на кого не покладаючись.